# جروم چن
جروم چن (انگلیسی: Jerome Ch'en; ۲ اکتبر ۱۹۲۱ – ۱۷ ژوئن ۲۰۱۹) تاریخ‌نگار، و استاد دانشگاه اهل کانادا بود.